# The Mummers' Dance
"The Mummers' Dance" é uma canção escrita pela cantora e compositora canadense Loreena McKennitt. Alcançou posições altas nas paradas, e foi utilizada em outras mídias, como no trailer do filme Ever After e na abertura do seriado Legacy, ambos norte-americanos, e também na trilha sonora da telenovela brasileira Corpo Dourado.

## Faixas
1. "The Mummers' Dance" (versão do single) - 4:00
2. "The Mummers' Dance" - 6:08
3. "Marrakesh Night Market" (ao vivo) - 6:44
4. "The Dark Night Of The Soul" (ao vivo) - 6:20

## Paradas
| Parada (1997)                     | Melhor colocação |
| --------------------------------- | ---------------- |
| Canadian Singles Chart            | 16               |
| Billboard Hot 100                 | 18               |
| Billboard Adult Top 40            | 3                |
| Billboard Modern Rock Tracks      | 17               |
| Billboard Adult Contemporary      | 23               |
| Billboard Top 40 Adult Recurrents | 8                |
| Billboard Top 40 Mainstream       | 14               |